# 曾震
曾震（1533年—？年），字汝東，號源川，四川瀘州合江縣人，明朝政治人物。

## 生平
嘉靖三十二年（1553年）癸丑科進士。兵部观政，嘉靖三十五年（1556年）任南直隸溧水縣知縣，升兵部主事，累官布政使司參議。

## 家族
曾祖曾海寬，封戶部主事；祖曾璠，衛經歷；父曾士交，嘉靖十六年丁酉科貢士；母唐氏。兄曦；曉；明，弟益；晉；升；巽；萃。